# الكفرين (البلقاء)
الكفرين بلدة أردنية، تقع ضمن ضمن حدود محافظة البلقاء في الغور الأردني بالقرب من البحر الميت يوجد بها سد الكفرين وهو سد لتخزين المياه في الشتاء لاستعمالها في الصيف لري المزروعات.